# Erich Hollerbach
Erich Fiodorovitch Hollerbach (Э́рих Фёдорович Голлерба́х), né le 11/23 mars 1895 à Tsarskoïe Selo et mort le 4 mars 1942 à Vologda, est un historien d'art, poète, graphiste, bibliophile et critique littéraire russe.

## Biographie
Erich Hollerbach naît à Tsarskoïe Selo près de Saint-Pétersbourg dans la famille d'un confiseur allemand Theodor Hollerbach (1849-1924) et de son épouse Emilia née Buntsch (vers 1860-1922), habitant 19 rue de Moscou en face du gostiny dvor. Erich Hollerbach est diplômé du lycée moderne (équivalent à une Realschule dans le système allemand) de Tsarskoïe Selo et en 1911 entre à l'Institut de psychoneurologie de Saint-Pétersbourg à la faculté d'enseignement général, mais il change d'orientation et de 1912 à 1918 étudie à la faculté de physique et de mathématiques de l'Université de Saint-Pétersbourg (devenue Pétrograd après 1914), sans se présenter à l'examen final. Parallèlement, il suit des cours et des séminaires à la faculté d'histoire et de philologie.
Après 1918, il est collaborateur scientifique de la commission d'histoire et d'art de Tsarskoïe Selo, puis en 1919-1921, travaille dans le département pour la protection des monuments d'art et d'antiquité; en 1921-1924, il est chercheur au Musée Russe. À partir de 1923, il dirige le département d'art de l'OGIZ (éditions d'État) de Pétrograd.
Dès ses années d'études, Hollerbach se passionne pour la philosophie allemande classique, la théorie et l'histoire de la littérature. Plus tard, il donne des conférences sur l'histoire de l'art, organise des expositions d'art, écrit des articles de critique d'art et, compose de la poésie. Il est ami de Nicolas Berdiaev, de Zinaïda Hippius, de Vassili Rozanov, de Georges Loukomski. Il consacre aussi une série d'articles et de livres sur Tsarskoïe Selo dont il est très attaché. Il publie à compte d'auteur son livre La Ville des muses (1927) pour un tirage fort réduit, mais qui rencontre une vive critique pour « son apologie de la culture aristocrate » dans une époque difficile pour le pouvoir soviétique. Ce livre est illustré de silhouettes graphiques de sa main dans la tradition du Monde de l'art, à la mode à l'époque de l'âge d'argent, et qualifiée de « classicisme de Tsarskoïe Selo ».
« Dans aucun autre domaine de la vie, on ne respire aussi facilement et librement que dans le domaine de l'art », écrit Hollerbach dans son Journal à la fin des années 1930. Parallèlement, il ne se met pas de côté dans la vie publique, étant vice-président de la commission pour la publication des œuvres de Lénine (1924-1925), l'un des organisateurs de la Société des bibliophiles et son président. Il travaille comme chercheur à l'Institut de bibliologie de Léningrad et à l'Institut de bibliologie de l'Académie ukrainienne des sciences, il est membre de la Société russe des amis ds livres.
Pourtant en 1933, il est arrêté sur accusation de sabotage (affaire Razoumnik Ivanov-Razoumnik), mais libéré au bout de quelques jours. Pendant la Grande Guerre patriotique, il survit aux premiers temps du siège de Léningrad pendant l'hiver 1941-1942, puis il est évacué en mars 1942 avec sa femme à travers le lac Ladoga gelé sur la tristement fameuse « route de la vie ». Mais sa voiture arrive à un point où la glace est plus fine: elle passe sous la glace, il réussit à sortir du trou, mais sa femme n'a pas le temps de s'échapper, morte de noyade et de froid. Tombant dans une dépression profonde, il se laisse mourir de faim en chemin. Il est inhumé près de Vologda.

## Publications
Ses premiers travaux datent de 1915 dans la revue La Harpe du nord avec des articles sur « la valeur de l'individualisme ».
- «Чары и таинства. Тетрадь посвящений» [Charmes et mystères. Carnet de dédicaces], Poèmes, Pétrograd, 1919
- «В зареве Логоса. Спорады и фрагменты» [À la lueur du Logos. Sporades et fragments], Pétrograd, 1920.
- «В. В. Розанов. Личность и творчество» [V.V. Rozanov. Vie et œuvre], Pétrograd, 1918, Pétrograd, 1922
- «История гравюры и литографии в России» [Histoire de la gravure et de la lithographie en Russie], Pétrograd, 1923
- «Портретная живопись в России. XVIII век» [La Peinture de portraits en Russie au XVIIIe siècle], Moscou-Pétrograd, 1923
- «Спутник по Петрограду и его окрестностям» [Guide de Pétrograd et de ses environs], Pétrograd, 1924
- «А. Н. Толстой. Опыт критико-биографического исследования» [ A.N. Tolstoï, essai d'étude critique et biographique], Léningrad, 1927
- «Графика М. А. Кирнарского» [Œuvre graphique de Mark Kirnarski]. Léningrad, 1928.
- «Возникновение Ленинградского Общества библиофилов» [L'émergence de la Société des bibliophiles de Léningrad]., (1928)
- «А. Я. Головин. Жизнь и творчество» [A. Ia. Golovine. Vie et œuvre]. Léningrad, 1928.
- «Портреты». Стихи. [Portraits. Vers], Léningrad, 1926, 2е éd. 1930
- «Город муз» [La Ville des muses] Léningrad, 1927, 2е éd. Léningrad, 1930.
- Графика Б. М. Кустодиева [Œuvre graphique de Boris Koustodiev ] / préface d'Ivan Lazarevski, Moscou; Léningrad: Гос. изд-во, 1929, 68 pages, ill.
- «Диоскуры и книга» (1930)
- «Архитектор И. Е. Старов. Жизнь и творчество» [L'Architecte I.E. Starov. Vie et œuvre]. Moscou, 1939.
- «Рерих» [Roerich] (avec V. Ivanov), Riga: Rēricha Muzejs, 1939.
- Встречи и впечатления [Rencontres et Impressions], Saint-Pétersbourg.: éd. INAPRESS, 1998.
- Флейты Осени [Les Flûtes de l'automne]: Poèmes. // Roudnia-Smolensk: éd. Мнемозина, 2013, 148 pages. (série «Серебряный пепел» Cendre d'argent).
- Journal 1935-1937 // Русская проза [Prose russe]: Revue littéraire. Saint-Pétersbourg, éd. INAPRESS, 2013. pp. 5-135.

Hollerbach est également l'auteur de travaux dans le domaine de l'histoire de l'art:
- Histoire de la gravure et de la lithographie en Russie, Moscou-Pétrograd, 1923
- Articles et monographies sur la peinture de portraits en Russie au XVIIIe siècle, et à  propos des artistes Altman, Bourliouk, Volochine, Vroubel, Doboujinski, Zamiraïlo, Narbout, Ostroumova-Lebedeva, Petrov-Vodkine, Roerich, Serov...

En 1925, son livre L'Image d'Akhmatova est publié en deux éditions. Il compile une anthologie intitulée Tsarskoïe Selo dans la poésie. Il laisse un grand héritage littéraire avec des travaux sur Pouchkine, Rozanov, Alexandre Blok, Akim Volynski, Mikhaïl Kouzmine, Alexis Tolstoï, Fiodor Sologoub.